# Syncordulia
Syncordulia är ett släkte av trollsländor. Syncordulia ingår i familjen skimmertrollsländor.
Kladogram enligt Catalogue of Life:
| Syncordulia | \| \| Syncordulia gracilis \| \| \| \| \| \| Syncordulia venator \| \| \| \| |
|             | \| \| Syncordulia gracilis \| \| \| \| \| \| Syncordulia venator \| \| \| \| |
|             | Syncordulia gracilis                                                         |
|             |                                                                              |
|             | Syncordulia venator                                                          |
|             |                                                                              |